# Castrul roman de la Zalău
Castrul roman se găsește pe teritoriul municipiului Zalău, județul Sălaj, Transilvania, în cartierul Valea Mâții, pe platoul de la Dealul Lupului.